# Litauische Fußballnationalmannschaft (U-19-Junioren)
Die litauische Fußballnationalmannschaft der U-19-Junioren ist die Auswahl litauischer Fußballspieler der Altersklasse U-19. Sie repräsentiert die Lietuvos futbolo federacija auf internationaler Ebene, beispielsweise in Freundschaftsspielen gegen die Auswahlmannschaften anderer nationaler Verbände, aber auch bei der seit 2002 in dieser Altersklasse ausgetragenen Europameisterschaft. Die Mannschaft konnte sich bisher nicht sportlich für die EM-Endrunde qualifizieren, war aber als Gastgeber einmal automatisch qualifiziert. Dabei wurden aber die drei Gruppenspiele verloren. Sechsmal wurde die 2. Runde  bzw. Eliterunde der Qualifikation erreicht, dort konnte aber noch kein Spiel gewonnen werden.

## Teilnahme an U-19-Europameisterschaften
- 2002: nicht qualifiziert  (in der 2. Runde gescheitert)
- 2003: nicht qualifiziert
- 2004: nicht qualifiziert  (in der 2. Runde gescheitert)
- 2005: nicht qualifiziert  (in der Eliterunde gescheitert)
- 2006: nicht qualifiziert (als fünftschlechtester Gruppendritter die Eliterunde verpasst)
- 2007: nicht qualifiziert
- 2008: nicht qualifiziert  (in der Eliterunde gescheitert)
- 2009: nicht qualifiziert (als viertschlechtester Gruppendritter die Eliterunde verpasst)
- 2010: nicht qualifiziert (als viertschlechtester Gruppendritter die Eliterunde verpasst)
- 2011: nicht qualifiziert
- 2012: nicht qualifiziert
- 2013: Gruppenphase
- 2014: nicht qualifiziert  (in der Eliterunde gescheitert)
- 2015: nicht qualifiziert  (in der Eliterunde gescheitert)
- 2016: nicht qualifiziert (als zweitschlechtester Gruppendritter die Eliterunde verpasst)
- 2017: nicht qualifiziert
- 2018: nicht qualifiziert
- 2019: nicht qualifiziert
- 2020: Meisterschaft wegen COVID-19-Pandemie abgesagt (als schlechtester Gruppendritter nicht für die abgesagte Eliterunde qualifiziert)
- 2022: nicht qualifiziert

| Bilanz     | Bilanz | Bilanz | Bilanz | Bilanz      | Bilanz | Bilanz    | Bilanz       |
| Runde      | Spiele | Siege  | Remis  | Niederlagen | Tore   | Gegentore | Tordifferenz |
| ---------- | ------ | ------ | ------ | ----------- | ------ | --------- | ------------ |
| 1. Runde   | 56     | 14     | 08     | 34          | 49     | 111       | −62          |
| Eliterunde | 17     | 0      | 06     | 11          | 09     | 034       | −25          |
| Endrunde   | 03     | 0      | 0      | 03          | 04     | 009       | 0−5          |
| Gesamt     | 76     | 14     | 14     | 48          | 62     | 154       | −92          |